# William M. Daley
William Michael Daley (Chicago, 9 agosto 1948) è un politico, avvocato e banchiere statunitense.

## Biografia
È stato Capo di gabinetto della Casa Bianca dell'amministrazione Obama dal 1º gennaio 2011 al 27 gennaio 2012. Dal 1997 al 2000 durante la presidenza di Bill Clinton  è stato Segretario al Commercio e più recentemente ha fatto parte del comitato esecutivo della società finanziaria JPMorgan Chase.
L'8 novembre 2011 a seguito di attriti con altri membri dell'amministrazione, ha annunciato di lasciare parte delle sue competenze come capo di gabinetto al suo predecessore Pete Rouse, che ha ricoperto lo stesso incarico dall'ottobre 2010 al gennaio 2011.